# NGC 6861
NGC 6861 је елиптична галаксија у сазвежђу Телескоп која се налази на NGC листи објеката дубоког неба.
Деклинација објекта је - 48° 22' 10" а ректасцензија 20h 7m 19,4s. Привидна величина (магнитуда) објекта NGC 6861 износи 11,1 а фотографска магнитуда 12,1. Налази се на удаљености од 31,800 милиона парсека од Сунца. NGC 6861 је још познат и под ознакама IC 4949, ESO 233-32, AM 2006-483, IRAS 20037-4830, PGC 64136.